# Astropyga
Astropyga Gray, 1825 è un genere di ricci di mare della famiglia Diadematidae.

## Descrizione

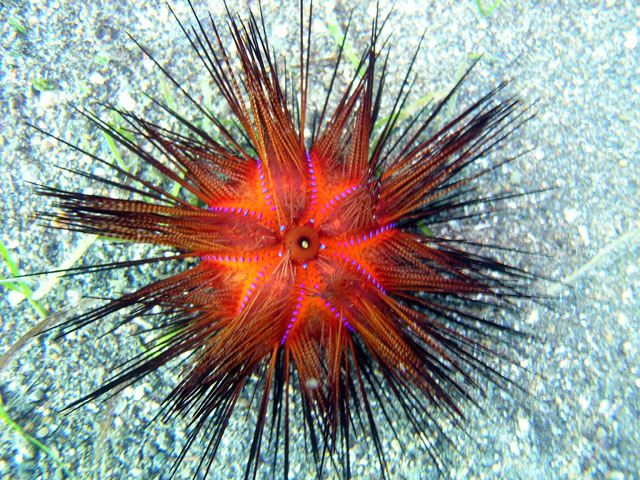
Astropyga radiata nelle Filippine.

Le specie del genere Astropyga sono ricci di mare di relativamente grande taglia, con guscio che si appiattisce man mano che gli individui crescono, e spesso dei colori vivaci. Gli aculei più lunghi servono alla locomozione, mentre quelli secondari, più corti, sono dotati di ghiandole velenifere e sono utilizzati come strumento di difesa.

## Distribuzione e habitat
Il genere è diffuso nei maggiori bacini oceanici del mondo: A. radiata è presente nell'oceano indiano, A. pulvinata e A. nuptialis nel Pacifico orientale e A. magnifica nell'Atlantico.

## Tassonomia
Comprende le seguenti specie:
- Astropyga radiata (Leske, 1778) - "riccio rosso"
- Astropyga magnifica A.H. Clark, 1934 - "riccio magnifico"
- Astropyga pulvinata (Lamarck, 1816)
- Astropyga nuptialis Tommasi, 1958